# Song Jae-ho
Song Jae-ho (hangul: 송재호; 19 de fevereiro de 1990) é um esgrimista sul-coreano, medalhista olímpico.

## Carreira
Jae-ho conquistou a medalha de bronze nos Jogos Olímpicos de Verão de 2020 em Tóquio ao lado de Park Sang-young, Ma Se-geon e Kweon Young-jun, após confronto contra os chineses Dong Chao, Lan Minghao e Wang Zijie na disputa de espada por equipes.